# Pere Sans i Druguet
Pere Sans i Druguet (Sant Quirze Safaja, 1918 – 1978) va ser forner i alcalde de Sant Quirze Safaja del 1957 al 1971.
Amb divuit anys posà un forn de pa a Sant Quirze Safaja, a Can Pereredes. Durant la Guerra civil espanyola hagué de marxar al front republicà, però se'n sortí amb més sort que el seu germà Antoni, que morí a la guerra. En l'any 1952 va ser nomenat regidor de l'ajuntament del seu poble natal, i dos anys més tard esdevingué tinent d'alcalde. Al 22 de març del 1957 rebé la vara d'alcalde, i ocupà aquest càrrec fins al 26 de maig del 1971. Els seus catorze anys de mandat estigueren marcats per nombroses realitzacions a la població, com l'adquisició municipal de l'hostal Banús i dels terrenys adjacents per a bastir-hi un nou ajuntament, l'escola, i fer-hi dos pisos, un per al secretari del consistori i l'altre per a la mestra de l'escola (1959). Promogué la urbanització del Solà del Boix i el club per afavorir que es fessin segones residències al poble, i feu fer les obres per aprofitar la deu d'aigua del Molí de Llobateres per al subministrament d'aigua a Sant Feliu de Codines i a Sant Quirze Safaja (1966).